# Amravati
Ne doit pas être confondu avec Amaravati (capitale).
Amravati (en marathi:अमरावती ) est la deuxième ville de la région de Vidarbha (en) et la neuvième ville de l'État indien du Maharashtra. Elle est le siège administratif du district d'Amravati et de la division d'Amravati qui comprend les districts d'Akola, de Buldhana, de Washim et de Yavatmal. Elle est l'une des villes désignées par le Maharashtra dans le cadre du programme de la Smart Cities Mission (en).